# Vasile Dorel Năstase
Vasile Dorel Năstase (n. 1 ianuarie 1962, Podu Turcului, Bacău, România) este un canotor român, laureat cu argint la Barcelona 1992.
La Campionate Mondiale a obținut medalia de aur în 1989 la 4+1, medalia de argint în 1993 la 8+1 iar medalia de 
bronz în 1994 la 8+1.